# Charles Luis Reiter
Charles Luis Reiter (født 26. april 1988) er en brasiliansk fodboldspiller.